# FTTx
A tecnologia de telecomunicações FTTx (do inglês Fiber to the x) é um termo genérico para designar qualquer acesso de banda larga sobre fibra óptica que substitua total ou parcialmente o cobre do laço local. O acrónimo FTTx origina-se como generalização das diferentes configurações despregadas (FTTN, FTTC, FTTB, FTTH...), diferenciando-se pela última letra que denota os diferentes destinos da fibra (nó, passeio, edifício, lar...).

Esquema que ilustra como variam as arquitecturas FTTx dependendo da distância entre a fibra óptica e o usuário final. O edifício da esquerda é o operador e o da direita um dos edifícios servidos por este operador.

## Definição
A atividade das telecomunicações diferencia diferentes arquiteturas dependendo da distância entre a fibra óptica e o utente final. As mais importantes na atualidade são:
- FTTH - (do inglês Fiber-to-the-home). Em FTTH ou fibra até o lar, a fibra óptica chega até o interior da mesma casa do abonado.[1]
- FTTO - (do inglês Fiber-to-the-office). Em FTTO ou fibra até o escritório, a fibra óptica chega até o interior do mesmo escritório do abonado. É basicamente igual a FTTH mas com configurações específicas para empresas (sem plataforma integrada de TV, mas com plataformas de Videoconferência, VozIP, etc...).
- FTTB - (do inglês Fiber-to-the-building ou Fiber-to-the-basement). Em FTTB ou fibra até a acometida do edifício, a fibra óptica normalmente termina num ponto de distribuição intermediário no interior ou imediações do edifício dos abonados. Desde este ponto de distribuição intermediário, acede-se aos abonados finais do edifício ou da casa mediante a tecnologia VDSL2 (Very high bit-rate Digital Subscriber Line 2) sobre par de cobre ou Gigabit Ethernet sobre par trançado CAT6. Deste modo, o estendido de fibra pode fazer-se de forma progressiva, em menos tempo e com menor custo, reutilizando a infra-estrutura do edifício do abonado.
- FTTP - (do inglês Fiber-to-the-premises). Este termo pode-se empregar de duas formas: como termo genérico para designar as arquitecturas FTTH e FTTB, ou quando a rede de fibra óptica inclui tanto moradias como pequenos negócios.[2]
- FTTN - (do inglês Fiber-to-the-node). Em FTTN ou fibra até ao nó, a fibra óptica termina numa central do operador de telecomunicações que presta o serviço, costuma estar mais longe dos abonados que em FTTH e FTTB, tipicamente nas imediações do bairro, pelo que em alguma bibliografia se atribui ao N a palavra  neighborhood (comunidade).
- FTTC - (do inglês Fiber-to-the-cabinet ou fiber-to-the-curb). Similar a FTTN, mas a cabine ou armário de telecomunicações está mais cerca do utente, normalmente a menos de 300 metros.[2]
- FTTA - (Do inglês Fiber-to-the-antenna). Fibra até à antena é uma nova geração de conexão de alto rendimento da temporada até à antena, sobre os novos padrões de interface de rádio como CPRI (Common Public Rádio Interface) ou OBSAI (Open Base Station Architecture Initiative) pela demanda de RAN (Rádio Access Network) de redes móveis LTE.[3]

Para assegurar o consenso, especialmente quando se comparam os níveis de penetração de FTTH entre países, os três conselhos de FTTH da Europa, América do Norte e o Pacífico Asiático lembraram as definições para FTTH e FTTB. Estes três conselhos não dão definições formais para FTTC e FTTN.